# پروپاراکائین
پروپاراکائین (به انگلیسی: Proparacaine) یا Proxymetacaine
رده درمانی: بی‌حس‌کننده موضعی
اشکال دارویی: قطره چشمی

## موارد مصرف
قطره پروپاراکائین یا پروکسی متاکائین جهت بیحس کردن موضعی قرنیه و ملتحمه هنگام اعمالی مانند خارج کردن جسم خارجی از چشم ، معاینه چشم و تونومتری به کار می‌رود.

## مکانیسم اثر
پروپاراکائین با تثبیت‌برگشت‌پذیر غشاء سلولهای عصبی و در نتیجه کاهش نفوذپذیری آن‌ها به یون‌سدیم هدایت امواج عصبی را متوقف‌می‌کند لذا مهارکننده هدایت ایمپالسهای اعصاب حسی است. این فراورده از گروه آمیدی بوده ، اثر آن کوتاه مدت است.

## عوارض جانبی
با مصرف این فراورده‌احتمال بروز آلرژی ، خارش و تورم موضعی وجود دارد. مصرف طولانی مدت این قطره و سایر فراورده‌های مشابه موجب کدورت قرنیه و کاهش دید می‌شود.